# Österreichischer Bauherrenpreis 2019
Mit dem Österreichischen Bauherrenpreis der Zentralvereinigung der Architekten Österreichs wurden im Jahr 2019 die folgenden Projekte ausgezeichnet:
| Realisierung                                                                          | Bauherr                                                           | Planer                                                                                     |
| ------------------------------------------------------------------------------------- | ----------------------------------------------------------------- | ------------------------------------------------------------------------------------------ |
| Streckhof mit Schnapsbrennerei in Weingraben                                          | Elisabeth und Claus Schneider                                     | Juri Troy Architects                                                                       |
| Wagyu-Stall in Atzbach am Hausruck                                                    | Hubert und Diana Huemer                                           | Atelier Herbert Schrattenecker, Tragwerksplanung: DI Weilhartner ZT GmbH                   |
| „Haus obd’r Lech“ in Lech                                                             | Clemens Schmölz                                                   | Hein Architekten / Matthias Hein; Gernot Thurnher, Tragwerksplanung: Andreas Gaisberger    |
| Schule Schendlingen in Bregenz                                                        | Landeshauptstadt Bregenz, Abteilung Planung und Bau/Bernhard Fink | studio bär; bernd riegger architekten; Querformat                                          |
| „Stadtelefant“ im Sonnwendviertel in Wien                                             | Bloch-Bauer-Promenade 23 Real GmbH                                | Franz&Sue, Tragwerksplanung: Petz ZT-GmbH                                                  |
| Generalsanierung des Wörle-Schwanzer-Trakts der Universität für angewandte Kunst Wien | BIG Bundesimmobiliengesellschaft                                  | Riepl Kaufmann Bammer Architektur, Tragwerksplanung: PCD ZT-GmbH; Conzett Bronzini Partner |

Die Hauptjury bestand aus Andreas Czukrowitz (Bregenz), Donatella Fioretti (Berlin) und Albert Kirchengast (Wien).